# Moros
Moros (także Los, Zgon; gr. Μόρος Móros ‘zagłada’, Ὄλεθρος Ólethros ‘zniszczenie’, łac. Morus, Fatum, Olethrus) – w mitologii greckiej uosobienie losu i gwałtownej śmierci, syn Nyks.